# Konvexní funkce

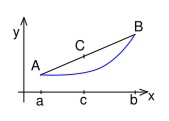
Graf funkce konvexní na intervalu konvexnosti leží pod spojnicí krajních bodů tohoto intervalu

Spojitá konvexní funkce na intervalu {\displaystyle (a,b)}, je význačná tím, že její graf leží nad každou její sestrojenou tečnou. Jednoduchou a názornou pomůckou může být představa grafu konvexní funkce na {\displaystyle (a,b)} jako šálku, do kterého lze nalít kávu. Opačný případ tvoří konkávní funkce. Samotná definice je analyticky odvozena z vlastností funkčních hodnot konvexní funkce vzhledem ke spojnici krajních bodů intervalu konvexnosti. Lze říci, že funkční hodnoty konvexní funkce jsou na intervalu konvexnosti vždy pod spojnicí zmíněných krajních bodů.

## Definice

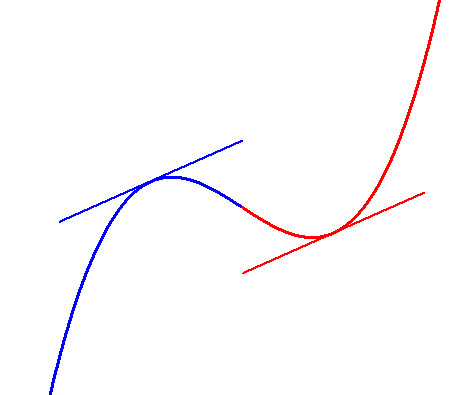
Konkávní část funkce je vyznačena modře. Graf na tomto intervalu leží pod tečnou. Zbylá červená křivka označuje konvexní část a její graf leží nad tečnou

Definici konvexnosti funkce lze rozdělit na definici konvexnosti funkce a speciálního případu - ryzí konvexnosti funkce. Většinu elementárních funkcí lze však považovat za ryze konkávní respektive ryze konvexní. Příkladem mohou být polynomy.

### Definice ryze konvexní funkce
Nechť f je funkce spojitá na intervalu {\displaystyle (a,b)}. Pak říkáme, že funkce f je na intervalu {\displaystyle (a,b)} ryze konvexní právě tehdy, když pro libovolné číslo {\displaystyle \lambda \in (0,1)} s vlastností

### Definice konvexní funkce
Nechť f je funkce spojitá na intervalu {\displaystyle (a,b)}. Pak říkáme, že funkce f je na intervalu {\displaystyle (a,b)} konvexní právě tehdy, když pro libovolné číslo {\displaystyle \lambda \in (0,1)} s vlastností

## Intervaly konvexnosti
Při hledání intervalů, na kterých je funkce konvexní se postupuje pomocí druhé derivace funkce. Intervaly konvexnosti a konkávnosti funkce dělí inflexní body. V těchto bodech funkce mění zakřivení. Funkce je proto ryze konvexní na intervalu, kde {\displaystyle f''(x)>0}. Analogicky se odvodí pravidlo pro interval konvexní funkce {\displaystyle f''(x)\geq 0}. Daná derivace musí existovat. To, že funkce je diferencovatelná nevyplývá přímo z podmínky spojitosti zkoumané funkce, proto je třeba přidat podmínku diferencovatelnosti.